# Hrvatsko-slovenski granični spor
Hrvatsko-slovenski granični spor nastao je nakon osamostaljivanja obiju zemalja od SFR Jugoslavije 1991. godine. Između jugoslavenskih federalnih jedinica su uglavnom bile uređene kopnene granice, pa je na 668 km dugačkoj kopnenoj granici relativno malo spornih dijelova; međutim je nastao veći spor oko pomorske granice u Piranskom zaljev/Savudrijskoj vali.

## Kopnena granica
Nakon više stoljeća života obje zemlje unutar zajedničkog srednjeeuropskog područja kojim se upravljalo iz Beča (u zadnjem razdoblju, u Austro - Ugarskom državnopravnom aranžamanu), postale su nakon I. svjetskog rata slovenske granice s Austrijom i djelomično Italijom, te hrvatske granice s Mađarskom - vanjske granice Kraljevine Jugoslavije; preostale slovenske granice s Italijom (koja je svoje najzapadnije teritorije bila izgubila za korist Jugoslavije) je u desetljećima nakon II. svjetskog rata uređivala komunistička Jugoslavija; veći dio uz asistenciju velikih međunarodnih sila u svezi rješavanja pitanja Slobodnog Teritorija Trsta. 
Međusobne granice između Slovenije i Hrvatske uređivane su - slijedom stoljetnog uređivanja granica između slovenskih zemalja (koje su bile uključene u sastav Svetog Rimskog Carstva) i Hrvatske (koja je bila u personalnoj uniji s Ugarskom) nakon II. svjetskog rata kao granice dviju federalne jedinice iste savezne države. Veći dio te granice je bio uređivan još za vrijeme Austro-Ugarske kao granica Cislajtanije  (austrijski dio Carevine) i Translajtanije ("Zemalja krune Svetog Stjepana"). Ostalo je za urediti granicu u Istri, ranije jedinstvenoj pokrajini u sastavu Austrije te nakon I. svjetskog rata u sastavu Kraljevine Italije, čiji je sjeverni dio nakon II. svj. rata postao slovenskim, a južni dio teritorijem Hrvatske. 
Provizornu administrativnu slovensko-hrvatsku granicu u Istri uspostavili su slovenski i hrvatski partizani još 1944. godine, da bi narednih desetljeća bila ona nekoliko puta mijenjana, uvijek u korist Slovenije. Narodna Republika Slovenija dobila je 28. ožujka 1956. od Narodne Republike Hrvatske naselja: Abitanti, Belvedur, Brezovica, Gradin, Koromači-Boškini, Močunigi, Pregara i Sirči i neke obližnje zaseoke, ukupno 2410 ha teritorija s 1014 stanovnika. Na zadnjem dijelu granice prema Jadranskom moru granica je bila postavljena na rijeci Dragonji. Međutim je nakon protupoplavnih radova, koje je izvela hrvatska strana preusmjeravajući glavni tek Dragonje južno u kanal Kanalu sv. Odorika, ostalo na sjevernoj strani tog kanala 390 ha zemljišta.
Polazeći od činjenice da je svo zemljište u dolini Mirne bilo još od kraja 19. stoljeća upisano u katastarske knjige koje su se vodile u Piranu, Odlukom slovenskog Državnog zbora 3. listopada 1994. godine Republika Slovenija pokušava anektirati 113 ha u kojima se nalaze hrvatska naselja Bužin, Mlini, Škrile i Škudelini - koja se prostiru još južnije od današnjeg tijeka Dragonje, tj. od Kanala sv. Odorika. Hrvatska, sada kao neovisna država, takvu jednostranu odluku nije prihvatila, te ta sela u svemu tretira kao naselja u sklopu Grada Buja.
1991. godine su slovenske vojne snage tijekom lipanjskog Rata u Sloveniji zauzele manju vojarnu JNA koja se nalazila na vrhu Svete Gere, do koje je vodila asfaltirana cesta iz Slovenije. Makar nije bilo nekog razloga da se to manje područje smatra dijelom Slovenije, ostala je slovenska vojska ondje stacionirana sve do danas (2019.).
U Međimurju, mijenjala je rijeka Mura u 20. stoljeću svoj tijek, te je dio hrvatskog (do prvog svjetskog rata: mađarskog) teritorija kod Hotize i Štrigove ostao s južne strane rijeke: između Slovenije i Hrvatske je povodom toga nastao spor o suverenitetu nad tim manjim područjem bez stanovnika. Slovenska strana ukazuje da se doduše 9,83 km2 zemljišta upisanog u hrvatskom Čakovcu nalazi na "slovenskoj" strani Mure, ali da se zbog promjena tijeka rijeke našlo na "hrvatskoj" strani Mure 2,54 km2 zemljišta upisanog u katastru koji se vodi slovenskoj Lendavi, pa njihovi stručnjaci sugeriraju da bi možda bilo u redu da Hrvatska prihvati ono što joj je rijeka dala/oduzela.

## Granica na moru
Inicijalno je Hrvatska bila predložila da početna točka razgraničenja ide od izlaza Dragonje na more - pri čemu se zauzelo stajalište da granica ide starim tijekom Dragonje; odatle bi granica išla crtom sredine između hrvatske i slovenske obale u Piranskom zaljevu, kako je to inače uobičajeno u međunarodnom pravu mora.
Slovenija je isticala da su hrvatski zaseoci Škrile, Bužin i Škudelini zapravo dio slovenskog teritorija, pa da kopnena granica izlazi na more nešto južnije od rijeke Dragonje. Kasnije je počela ukazivati na činjenicu da je pomorska policija iz slovenskog Kopra kontrolirala jugoslavensku granicu na području čitavog Piranskog zaljeva (zapravo su policijske brodice iz Kopra kontrolirala pomorsku granicu i južnije uz obalu Istre, a prekršitelje uhvaćene pred hrvatskom obalom bi privodila na sud u hrvatskom Umagu), pa je predložila da čitav Piranski zaljev pripadne Sloveniji, na način da bi se kupač koji skoči s hrvatske obale našao u slovenskom teritorijalnom moru; što bi bila međunarodno doista unikatna situacija
Dana 20. srpnja 2001. god. su opunomoćenica Vlade Republike Hrvatska Olge Kresović-Rogulja (po ovlasti predsjednika Vlade RH Ivice Račana) i slovenski premijer Janez Drnovšek parafirali sporazum, prema kojem bi Sloveniji pripalo 80% Piranskog zaljeva i još znatne vode koje se od linije razgraničenja u Piranskom zaljevu protežu prema jugu, u stanovitom "luku" prema međunarodnim vodama pred hrvatskom obalom. Time bi Slovenija ostvarila pristup međunarodnim vodama (preostali dio slovenskog teritorijalnog mora graniči s teritorijalnim vodama Italije). Hrvatska javnost je burno reagirala na takvu ideju, te je Hrvatski sabor odbio prihvatiti takav sporazum.

## Arbitražni postupak
Nakon višegodišnjih pregovora i povremenih napetosti u političkim javnostima obje zemlje, te slovenske blokade pristupa Hrvatske Europskoj uniji, hrvatski premijer Ivo Sanader i slovenski premijer Janez Janša su 26. kolovoza 2007. god.  na marginama međunarodnog Strateškog foruma održanog na Bledu postigli sporazum da će se spor riješiti na međunarodnom sudu. Ubrzo se međutim pokazalo da slovenska strana zahtijeva da se suđenje povjeri arbitraži, koja bi osim primjenjujući međunarodno pravo mora mogla suditi također i prema načelu pravičnosti. Kada je hrvatska vlada ocijenila da slovenska vlada neće dati pristanak na ulazak Republike Hrvatske u Europsku uniju, odlučila je pristati na takvu arbitražu.
4. studenog 2009. godine je sklopljen službeni Sporazum o arbitraži između Vlade Republike Hrvatske i Vlade Republike Slovenije. 
Nakon višegodišnjeg postupka, Vlada Republike Hrvatske je došla u posjed informacija o ilegalnim aktivnostima slovenske strane radi dodavanja novih dokumenata u spis arbitraže nakon što to više nije pravno bilo omogućeno, te o kontaktima predstavnika slovenske vlade s arbitražnim sucima radi nedopuštenog utjecaja na ishod arbitražnog postupka. U medijima su objavljeni transkripti i audiosnimci razgovora arbitražnog suca Jerneja Sokolca i predstavnice Republike Slovenije u arbitraži Simone Drenik, koji su dokazivali takve aktivnosti. U pismu slovenskom premijeru Miri Ceraru, hrvatski premijer Zoran Milanovića izjavljuje da su  „vjerodostojnost i integritet arbitražnog postupka u cjelini do te mjere narušeni da nažalost Hrvatska nije mišljenja da se arbitražni proces može nastaviti u ovoj ili sličnoj formi“. Nakon toga je Hrvatski sabor odlučio o pokretanju službenog postupka za prestanak Sporazuma o arbitraži, te je Vlada RH poduzela službene diplomatske korake kojima raskida Sporazum o arbitraži. Nakon što je arbitražni sudac Jernej Sokolac dao ostavku (kao i slovenska zastupnica u postupku Mateja Drenik), ostavku je dao i arbitražni sudac Ronny Abraham, kojega je Međunarodni sud za pravo mora (koji nije vodio postupak, obzirom na slovensko inzistiranje na primjenu načela pravičnosti, ali su mu strane povjerile neke administrativne zadaće u postupku) bio imenovao na njegovo mjesto. Ostavku je dao i arbitražni sudac Budislav Vukas. Međutim se kod Stalnog arbitražnog suda imenuju dva nova arbitražna suca, te je dana 29. lipnja 2016. donijeta odluka kojom arbitri proglašavaju da je Sporazum o arbitraži i dalje na snazi, te potom 29. lipnja 2017. god. objavljuju svoju presudu - kojom bi Slovenija dobila znatno manje nego prema sporazumu Račan - Drnovšek iz 2001. godine, ali ipak znatno više nego što je hrvatska javnost spremna prihvatiti.
Republika Hrvatska tu arbitražnu odluku, čiji tekst uređuje i manje granične prijepore na kopnu, ne smatra legitimno donesenom, ni obvezujućom.
Slovenija se nadala da bi Europska unija mogla izvršiti pritisak na Hrvatsku da prihvati razgraničenje prema odluci arbitraže, ali se slovenska očekivanja nisu ispunila.
U Piranskom zaljevu istovremeno djeluju hrvatska i slovenska policija, u sukobu oko nadležnosti, te obje pokreću pred svojim sudovima prekršajne postupke protiv ribara iz druge zemlje. Ugrožavanja sigurnosti plovidbe i ljudi, niti grubljih intervencija vlasti niti jedne zemlje nije do sada bilo.

## Postupak pred Sudom EU, povodom tužbe Slovenije protiv Hrvatske
U srpnju 2018. godine je Republika Slovenija podnijela Sudu Europske unije tužbu protiv Republike Hrvatske, pozivom na čl. 259. Lisabonskog ugovora o funkcioniranju EU - uz tvrdnju da nepoštivanjem arbitražne odluke o granici Hrvatska krši obveze koje ima u svojstvu članice Europske unije.
Europska komisija je propustila očitovati se o u Slovensko - Hrvatskom sporu, u roku koji joj ostavljaju pravila Suda EU. U rujnu 2018. se Europska komisija očitovala da joj pravila Suda EU ne nalažu da se očituje, te da ona ne planira ni u budućnosti zauzimati stajalište u Slovensko-Hrvatskom sporu.
Prva usmena rasprava u sporu pred Sudom EU održano je u srpnju 2019. godine.
Nakon što je Hrvatska ispunila uvjete za ulazazak u Schengenski prostor, povodom čega imaju biti ukinute granične kontrole putnika i robe na granicama Hrvatske sa Slovenijom i Mađarskom, u rujnu 2019. godine, predsjednik Republike Slovenije Borut Pahor je skoro izravno - posve izravan ne može biti, jer granični spor ne može biti službeni razlog da se odbije ulazak susjedne zemlje u Schengenski prostor - poručio da bi slovenskoj vladi bilo bi “mnogo lakše” podržati hrvatski ulazak kada bi Zagreb prihvatio odluku arbitražnog suda o granici.
U listopadu 2019. godine, mediji prenose ocjenu hrvatskih diplomata da ishod spora na Europskom sudu može imati presudan učinak kako na granični spor, tako i na ulazak Hrvatske u Schengenski prostor, te da ako Europski sud ''... odbaci slovensku tužbu, bilo zbog nenadležnosti, bilo zbog supstancijalnih razloga, Slovenija više neće moći blokirati Hrvatsku, a ako Europski sud prosudi da Hrvatska neprimjenjivanjem arbitražne presude krši europskog pravo, ona će biti primorana primijeniti arbitražnu presudu, čime bi nestao predmet spora dviju država.''